# Dysdera drescoi
Dysdera drescoi là một loài nhện trong họ Dysderidae.
Loài này thuộc chi Dysdera. Dysdera drescoi được Carles Ribera miêu tả năm 1983.